# Grand Coulee

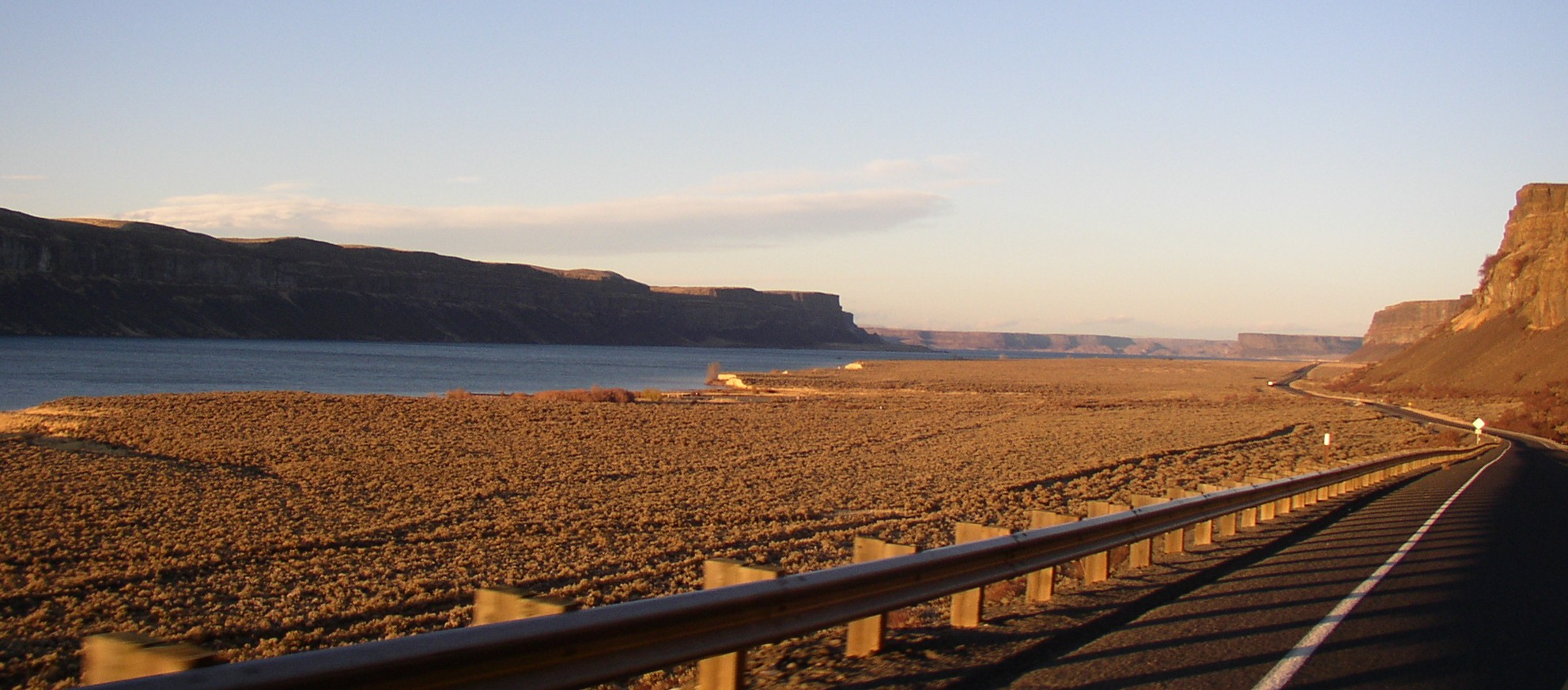
Vista del Grand Coulee.

El Grand Coulee és un antic llit fluvial de l'estat nord-americà de Washington que ha estat designat Fita Nacional Natural (National Natural Landmark). S'estén un centenar de quilòmetres en direcció sud-oest des del pantà de Grand Coulee fins al llac Soap. La cascada Seca determina la separació entre l'Alt Grand Coulee i el Baix Grand Coulee.

## Història geològica

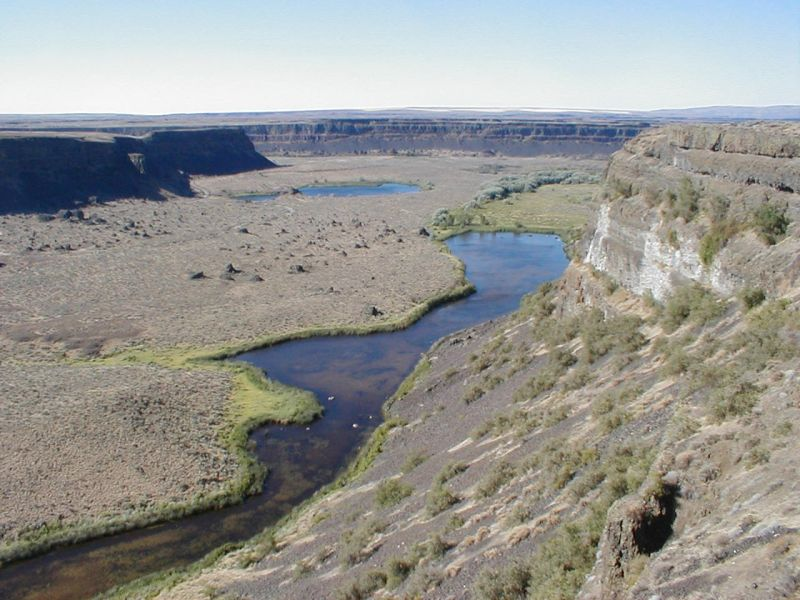
Les capes basàltiques de les colades de lava han quedat al descobert en algunes zones del Grand Coulee.

El Grand Coulee forma part de l'altiplà del riu Columbia. Aquesta zona té una capa subjacent de granit, formada a les profunditats de l'escorça terrestre fa entre uns 40 i 60 milions d'anys. Periòdicament la terra s'aixecava i s'esfondrava en un procés que durà milions d'anys i que va donar lloc a petites muntanyes i finalment a un mar interior.
Entre 10 i 15 milions d'anys enrere, les erupcions volcàniques de la serralada de les Cascades van començar a omplir de lava aquest mar interior. En alguns punts el basalt volcànic arriba als 2 km de gruix. En altres zones, el granit de les primeres muntanyes encara resta exposat.
Fa dos milions anys va iniciar-se el període del Plistocè i les glaceres de l'època glacial van cobrir tots els racons l'altiplà del riu Columbia fins a les muntanyes del sud, a l'actual frontera entre els estats de Washington i Oregon. En algunes àrees del nord aquestes glaceres van assolir els 3 km de gruix. Encara ara són visibles les marques al granit del llit rocós fruit del moviment de les glaceres i a les àrees elevades del nord-oest del Grand Coulee hi ha nombrosos blocs erràtics.
Per bé que les primeres teories suggerien que les glaceres van desviar el riu Columbia en el que ha esdevingut ser el Grand Coulee i el curs normal va provocar l'erosió observada, avui en dia els geòlegs creuen que la seva formació és una combinació de la desviació causada per la glacera amb enormes inundacions de gel des del llac Missoula. Es creu que Missoula era un llac proglacial amb aigua de fins a 600 m de fondària. La presa cedia periòdicament fins fa uns 18.000 anys originant les inundacions del Missoula que deixaven anar enormes quantitats d'aigua al llarg de la conca del Columbia. Aquestes inundacions van crear els Channeled Scablands caracteritzats per un tipus d'erosió totalment únic.
Amb la fi de l'última glaciació el Columbia va assentar-se a l'actual curs. El llit del riu és uns 200 m per sota el Grand Coulee i les parets del congost poden arribar als 400 m d'alçada.

## Usos moderns

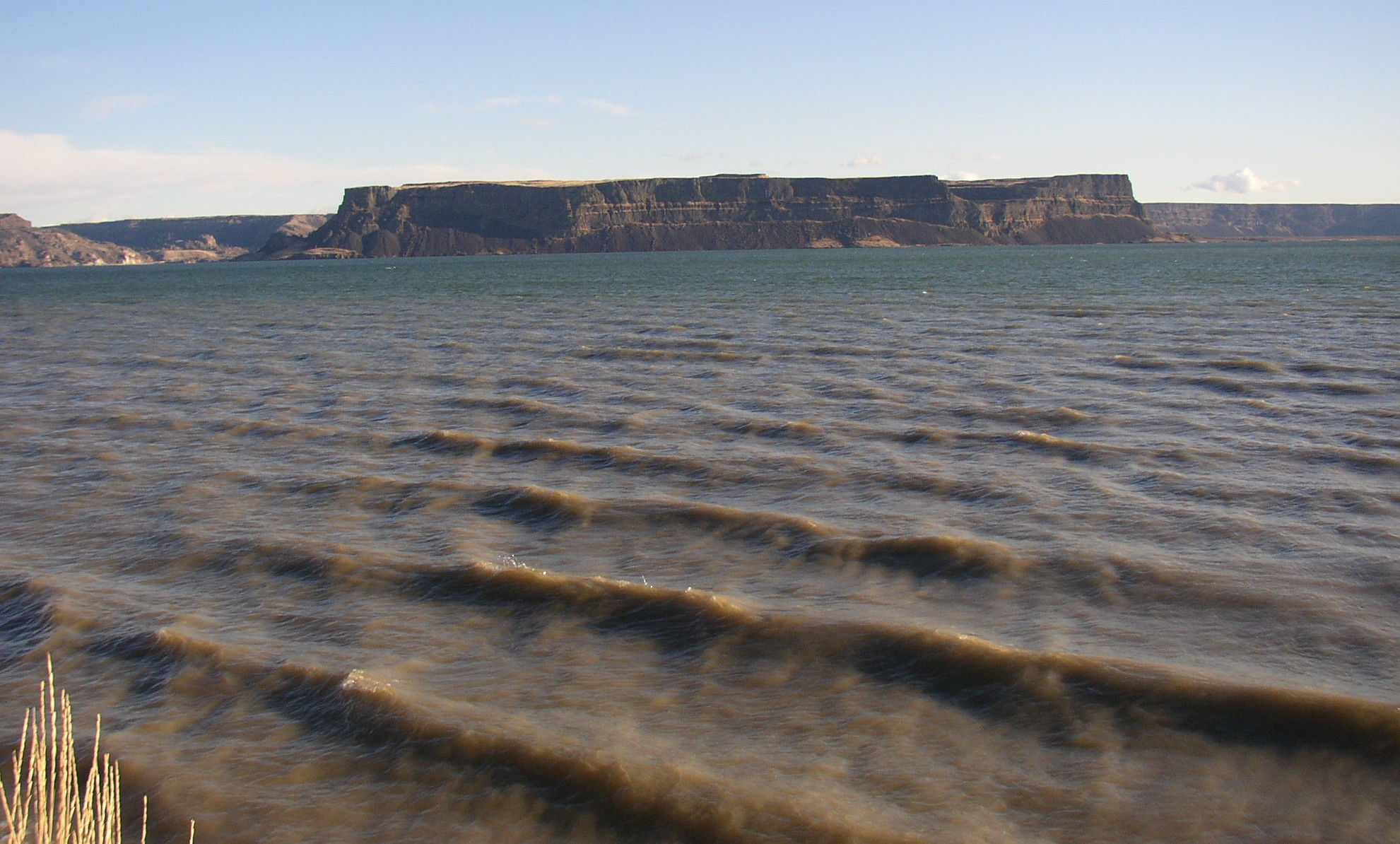
El parc estatal de Steamboat Rock al Grand Coulee.

L'àrea del Grand Coulee és un hàbitat d'estepa arbustiva amb precipitacions anuals inferior als 300 mm de mitjana. El Baix Grand Coulee conté els llacs Park, Blue, Alkali, Lenore i Soap. Fins fa poc, l'Alt Grand Coulee era sec.
El projecte de la conca del Columbia va canviar-ho el 1952 fent servir l'antic llit del riu com a xarxa de distribució de regatge. Amb la construcció d'una presa s'ha convertit l'Alt Grand Coulee en el llac Banks. El llac s'omple bombant l'aigua des del pantà del Grand Coulee i forma el rec major de 160 km del sistema d'irrigació. Canals, sifons i més preses al llarg de la conca del Columbia abasteixen d'aigua més de 2.400 km² de superfície agrícola.
L'aigua ha convertit l'Alt Grand Coulee i el seu entorn en un refugi per a la fauna salvatge, inclosa l'àguila marina de cap blanc. Els diversos llacs, les fonts naturals, la caça, la pesca i esports aquàtics ofereixen un ampli ventall per a la indústria de l'oci. Al Grand Coulee també hi ha els parcs estatals de Sun Lakes i Steamboat Rock.